# Maracandinus
Maracandinus is een geslacht van hooiwagens uit de familie Assamiidae.
De wetenschappelijke naam Maracandinus is voor het eerst geldig gepubliceerd door Roewer in 1912. 

## Soorten
Maracandinus is monotypisch en omvat slechts de volgende soort:
- Maracandinus rubrofemoratus